# Michael F. Feldkamp
Michael F. Feldkamp (ur. 23 kwietnia 1962 w Kilonii) – niemiecki historyk i publicysta

## Życiorys
Feldkamp ukończył Gymnasium Carolinum w Osnabrück i studiował od 1983 r. historię, teologię katolicką, pedagogikę oraz filozofię na Uniwersytecie Reńskim Fryderyka Wilhelma w Bonn. W roku 1985/86 studiował historię kościoła na Papieskim Uniwersytecie Gregoriańskim w Rzymie. W 1990 zdał przed Państwową Komisją Egzaminacyjną w Kolonii (oddział Bonn) państwowe egzaminy nauczycielskie pierwszego stopnia. W roku 1986, 1990 i 1991 r. był stypendystą Niemieckiego Instytutu Historycznego w Rzymie. W 1992 otrzymał stypendium promocyjne od Cusanuswerk, Fundacji Stypendialnej Katolickich Biskupów Niemieckich, na realizację swojego projektu doktorskiego i uzyskał w grudniu tego samego roku stopień doktora.
Od 1993 pracuje z krótkimi przerwami w administracji Bundestagu jako historyk w wydziale archiwalnym oraz jako pisarz mów w wydziale protokolarnym Bundestagu. Współpracował przy publikacji dokumentów Bundestagu: „Der Parlamentarische Rat 1948-1949. Akten und Protokolle” („Rada Parlamentarna, 1948/49. Dokumenty i protokoły”). W latach 1996/97 pracował w Instytucie Historii Współczesnej (Institut für Zeitgeschichte) w Monachium i opracowywał „Akty polityki zagranicznej Republiki Federalnej Niemiec” („Akten zur Auswärtigen Politik der Bundesrepublik Deutschland“). Od roku 2000 jest wydawcą „Podręcznika danych do historii Niemieckiego Bundestagu” („Datenhandbuch zur Geschichte des Deutschen Bundestages”).

## Dorobek
Feldkamp zajmuje się historią kościoła i papiestwa od średniowiecza do czasów współczesnych. Głównym przedmiotem jego badań jest historia dyplomacji papieskiej oraz historia nauk i uniwersytetów. Poza granicami Niemiec jest znany dzięki artykułom o stosunkach Kościoła Katolickiego z nazizmem. W swojej pracy pod tytułem „Pius XII und Deutschland” („Pius XII i Niemcy”, 2000) przybliżył szerokiej publiczności złożony stan badań na ten temat i odniósł się do publikacji Johna Cornwella „Pius XII, Papież Hitlera”. Jego książka „Goldhagens unwillige Kirche” („Goldhagena niechętny Kościół”) jest stanowczą polemiką z tezami Daniela Goldhagena. Według Feldkampa, Goldhagen opierając się na uprzedzeniach, fałszerstwach oraz najwyraźniej fałszywie przetłumaczonych dokumentach błędnie przedstawił papieża Piusa XII jako antysemitę i przyjaciela nazistów. W dalszych publikacjach Feldkamp zajmował się przystąpieniem do NSDAP w 1933 r. późniejszego kanclerza RFN-u Kurta Georga Kiesingera. Dzięki swojemu zaangażowaniu jako katolik i publicysta Feldkamp został zaliczony do grona najważniejszych przedstawicieli współczesnego katolicyzmu w Niemczech („800 wichtigsten Vertreter(n) des modernen Katholizismus in Deutschland“). W 2020 został Komandorem Orderu Świętego Grzegorza.

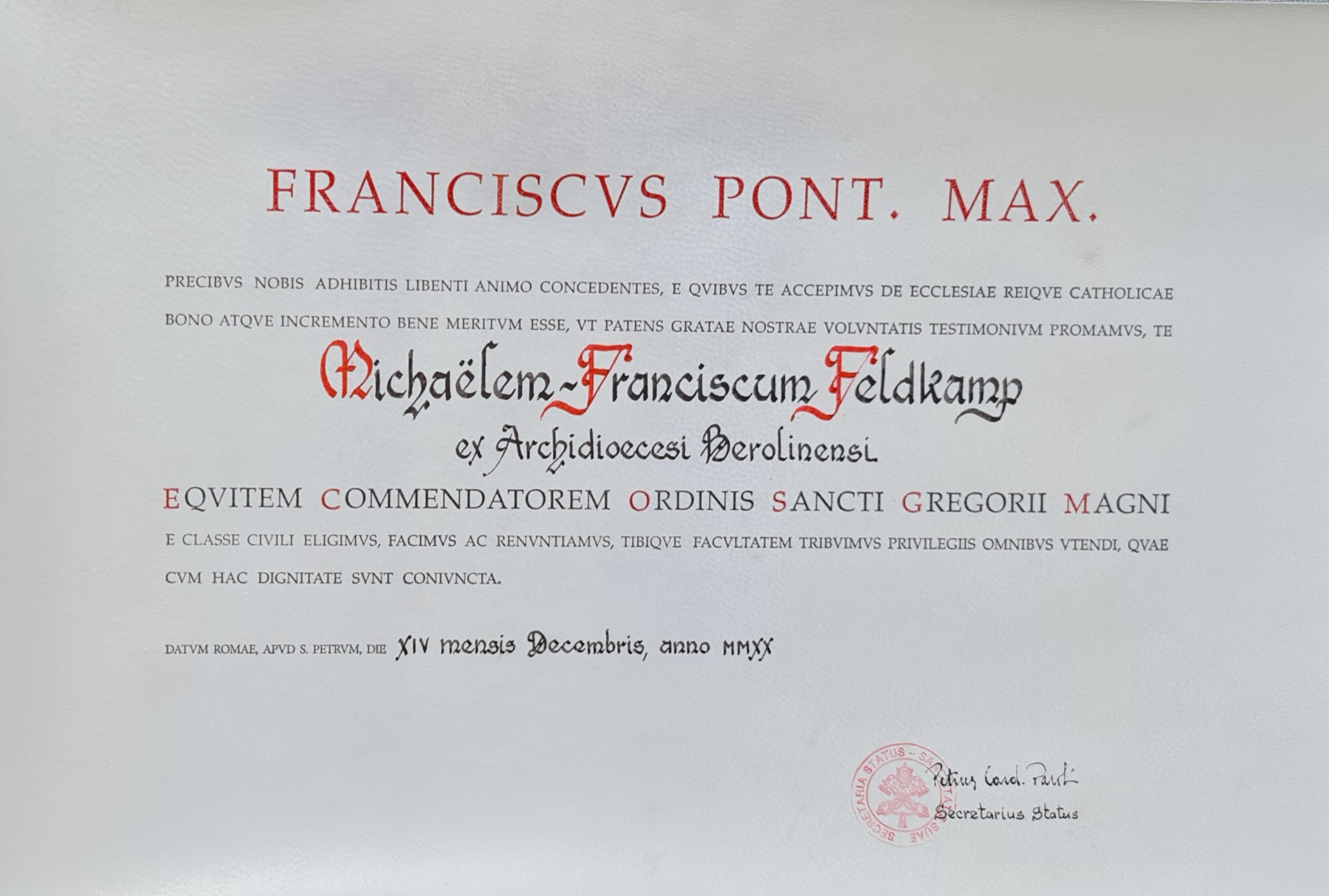
Akt mianowania Michaela F. Feldkampa Komandorem Orderu Świętego Grzegorza

## Członkostwa
- od 1984 jest członkiem Związku Kartelowego Katolickich Związków Studenckich („Kartellverband katholischer deutscher Studentenvereine“)
- od 1993 jest członkiem CDU
- od 2009 członkiem Zakonu Rycerskiego Świętego Grobu w Jeruzalem

## Publikacje (wybór)
Artykuły m.in. w: Osnabrücker Mitteilungen (od 1982); Römische Quartalschrift für christliche Altertumskunde und Kirchengeschichte (od 1986); Archivum Historiae Pontificiae (od 1990); Quellen und Forschungen aus italienischen Archiven und Bibliotheken (od 1991); Vierteljahrschrift für Sozial- und Wirtschaftsgeschichte (od 1991); Römische Historische Mitteilungen (od 1992/1993); MUT (od 2001); Zeitschrift für Parlamentsfragen (od 2002); Lexikon der Deutschen Geschichte 1945–1990 (wyd. prez Michaela Behnen, 2002); oraz: laudacje na cześć Raymund Kottje (1992), Gabriel Adriányi (2000 oraz 2012), na cześć Herman H. Schwedt (2000), Leonard E. Boyle (2000), Friedrich P. Kahlenberg (2000), Christoph Weber (2008), Wilhelm Imkamp (2011).
- Studien und Texte zur Geschichte der Kölner Nuntiatur, t. 4., Città del Vaticano 1993, 1995 oraz 2008, ISBN 88-85042-22-8 – ISBN 88-85042-21-X – ISBN 88-85042-27-9 – ISBN 978-88-85042-51-3.
- Zur Bedeutung der „successio alternativa” im Hochstift Osnabrück während des 17. und 18. Jahrhunderts. Opublikowane w: Blätter für deutsche Landesgeschichte 130 (1994), S. 75–110 (online).
- Der Parlamentarische Rat 1948–1949. Akten und Protokolle. t. 8., ISBN 3-7646-1946-5, t. 10. (ISBN 3-486-56232-0), t. 11. (ISBN 3-486-56279-7), t. 12. (ISBN 3-486-56379-3) oraz t.14. (ISBN 978-3-486-56564-5). Harald Boldt Verlag, Boppard, względnie Oldenbourg, München 1995–2009.
- Der Parlamentarische Rat 1948–1949. Göttingen 1998, ISBN 3-525-01366-3 (Recenzja w H-Soz-u-Kult). Wydanie opracowane ze słowem wstępnym prezydenta Bundestagu Norbert Lammert, Göttingen 2008, ISBN 978-3-525-36755-1 (recenzja w Das Parlament , recenzja w Die Zeit  oraz recenzja we Frankfurter Allgemeine Zeitung ).
- La diplomazia pontificia. Da Silvestro I a Giovanni Paolo II. Milano 1998 (tłumaczenie na francuski: Paryż 2001 [ ISBN 2-204-06452-1]; tłumaczenie na hiszpański: Madryt 2004 [ ISBN 84-7914-697-4], Recenzja wydania hiszpańskiego).
- Die Entstehung des Grundgesetzes für die Bundesrepublik Deutschland 1949. Stuttgart 1999, ISBN 3-15-017020-6.
- Die Beziehungen der Bundesrepublik Deutschland zum Heiligen Stuhl 1949–1966. Aus den Vatikanakten des Auswärtigen Amts. Eine Dokumentation. Kolonia 2000, ISBN 3-412-03399-5.
- Pius XII. und Deutschland. Göttingen 2000, ISBN 3-525-34026-5 ((tekst na Google Books), recenzja w H-Soz-u-Kult).
- Der „Stellvertreter” von Rolf Hochhuth in der Innen- und Außenpolitik der Bundesrepublik Deutschland. Mit einem Anhang ausgewählter Aktenstücke aus den Vatikanakten des Auswärtigen Amtes. w: Geschichte im Bistum Aachen, Beiheft 2, 2001/2002: Von Pius XII. bis Johannes XXIII. Wyd. przez Geschichtsverein für das Bistum Aachen e.V., Neustadt a.d. Aisch 2001, S. 127–177.
- Leo Just: Briefe an Hermann Cardauns, Paul Fridolin Kehr, Aloys Schulte, Heinrich Finke, Albert Brackmann und Martin Spahn 1923–1944. Wyd., ze wstępem i komentarzami Michaela F. Feldkamp, Frankfurt am Main,. 2002, ISBN 3-631-38931-0 (recenzja w H-Soz-u-Kult oraz recenzja we Frankfurter Allgemeine Zeitung Rezension in der FAZ, por. z notatki do recenzji w FAZ na stronie www.perlentaucher.de ).
- Goldhagens unwillige Kirche. Alte und neue Fälschungen über Kirche und Papst während der NS-Herrschaft, München 2003, ISBN 3-7892-8127-1.
- Anmerkungen zu Urschrift und Faksimileausgaben des Grundgesetzes für die Bundesrepublik Deutschland vom 23. Mai 1949. w: Zeitschrift für Parlamentsfragen 35 (2004), s. 199–219.
- Michael F. Feldkamp i Birgit Ströbel (współpraca): Datenhandbuch zur Geschichte des Deutschen Bundestages 1994 bis 2003. Baden-Baden 2005, ISBN 3-8329-1395-5 (online na stronie internetowej Bundestagu).
- Kurt Georg Kiesinger und seine Berliner Studentenkorporation Askania auf dem Weg ins „Dritte Reich”. w: Günter Buchstab/Philipp Gassert/Peter Thaddäus Lang (wyd.): Kurt Georg Kiesinger 1904–1988. Von Ebingen ins Kanzleramt. wyd. na zlecenie Konrad-Adenauer-Stiftung e.V. (= Herder Taschenbuch), Freiburg im Breisgau, Basel, Wien 2005, s 149–199, ISBN 3-451-23006-2.
- 150 Jahre Katholischer Studentenverein Askania-Burgundia im Kartellverband Katholischer Deutscher Studentenvereine (KV) zu Berlin 1853–2003. Berlin 2006 (online).
- Der Bundestagspräsident. Amt – Funktion – Person. 16. Kadencja, wyd. przez Michaela F. Feldkamp, München 2007, ISBN 978-3-7892-8201-0; 17. Kadencja München 2011, ISBN 978-3-7892-8213-3.
- Der Parlamentarische Rat und das Grundgesetz für die Bundesrepublik Deutschland 1948 bis 1949. Option für die Europäische Integration und die Deutsche Einheit. Wyd. przez Konrad-Adenauer-Stiftung, Berlin 2008, ISBN 978-3-940955-09-8 (online na stronie internetowej Konrad-Adenauer-Stiftung).
- Mitläufer, Feiglinge, Antisemiten? Katholische Kirche und Nationalsozialismus. Augsburg 2009, ISBN 978-3-86744-065-3.
- Der Deutsche Bundestag – 100 Fragen und Antworten. Baden-Baden 2009, ISBN 978-3-8329-3526-9 (recenzja w Das Parlament oraz recenzja w Neue Osnabrücker Zeitung ).
- Michael F. Feldkamp/Dirk Kunze: Mit Frack im Parlament. Ein Beitrag zur parlamentarischen Kultur und politischen Symbolik im Deutschen Bundestag. Ze słowem wstępnym Prezydenta Bundestagu Norbert Lammert, Baden-Baden 2009, ISBN 978-3-8329-3525-2 (recenzja w Das Parlament).
- Geheim und effektiv. Über 1000 Jahre Diplomatie der Päpste. Augsburg 2010, ISBN 978-3-86744-150-6.
- Datenhandbuch zur Geschichte des Deutschen Bundestages 1990 bis 2010. Baden-Baden 2011, ISBN 978-3-8329-6237-1 (online z możliwością kwerendy na stronie internetowej Bundestagu, recenzja w Wirtschaftswoche oraz recenzja w Das Parlament).